# Prizren
Prizren (albanisch indefinit, definit Prizreni; serbisch-kyrillisch Призрен; türkisch Prizren, früher Perzerin oder Pürzerrin, deutsch Prisren) ist eine Stadt im Süden des Kosovo am Fuß der Šar Planina (Malet e Sharrit) unweit des wichtigsten Grenzübergangs zu Albanien. Sie ist Amtssitz der gleichnamigen Gemeinde und eines Bezirkes.

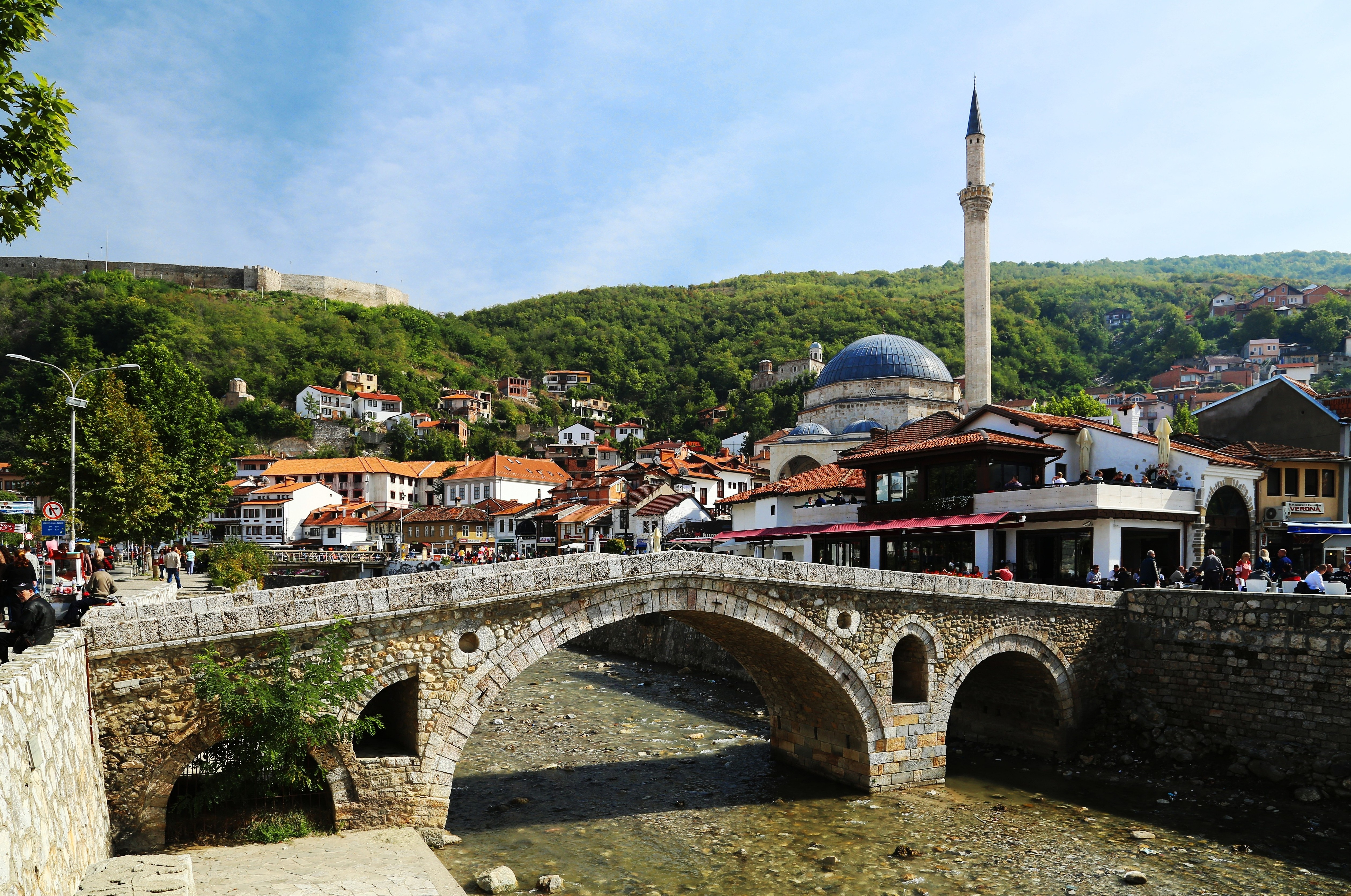
Die alte Steinbrücke überspannt die Bistrica. Im Hintergrund die Sinan-Pascha-Moschee und links auf dem Berg die Festung von Prizren

Prizren spielt in der Geschichte des Kosovo eine wichtige Rolle. Es war für die Serbisch-Orthodoxe Kirche ein religiöses Zentrum und über Jahrhunderte eine der größten Städte der Region. Als Handelszentrum blühte die Stadt unter der serbischen und osmanischen Herrschaft auf und lockte sogar mitteleuropäische Kaufleute an, die Niederlassungen eröffneten. Mit dem Einzug des Islams im 15. Jahrhundert wurde Prizren regionales Zentrum einer weiteren Religion. Im Zeitalter des Nationalismus des 19. Jahrhunderts (Rilindja) war Prizren Treffpunkt albanischer Nationalisten, die versuchten – teils mit schriftstellerischer Tätigkeit, teils mit militärischer Gewalt – die Herrschaft der Osmanen in den albanischen Gebieten zu beenden und einen Nationalstaat zu gründen.
Heute ist Prizren – mit über 85.000 Einwohnern die zweitgrößte Stadt des Landes – vor allem ein wichtiger Verkehrsknotenpunkt, ein kulturelles Zentrum und mit ihrer teilweise erhaltenen Altstadt und den vielen historischen Bauten Anziehungspunkt für Touristen.

## Geografie

### Geografische Lage

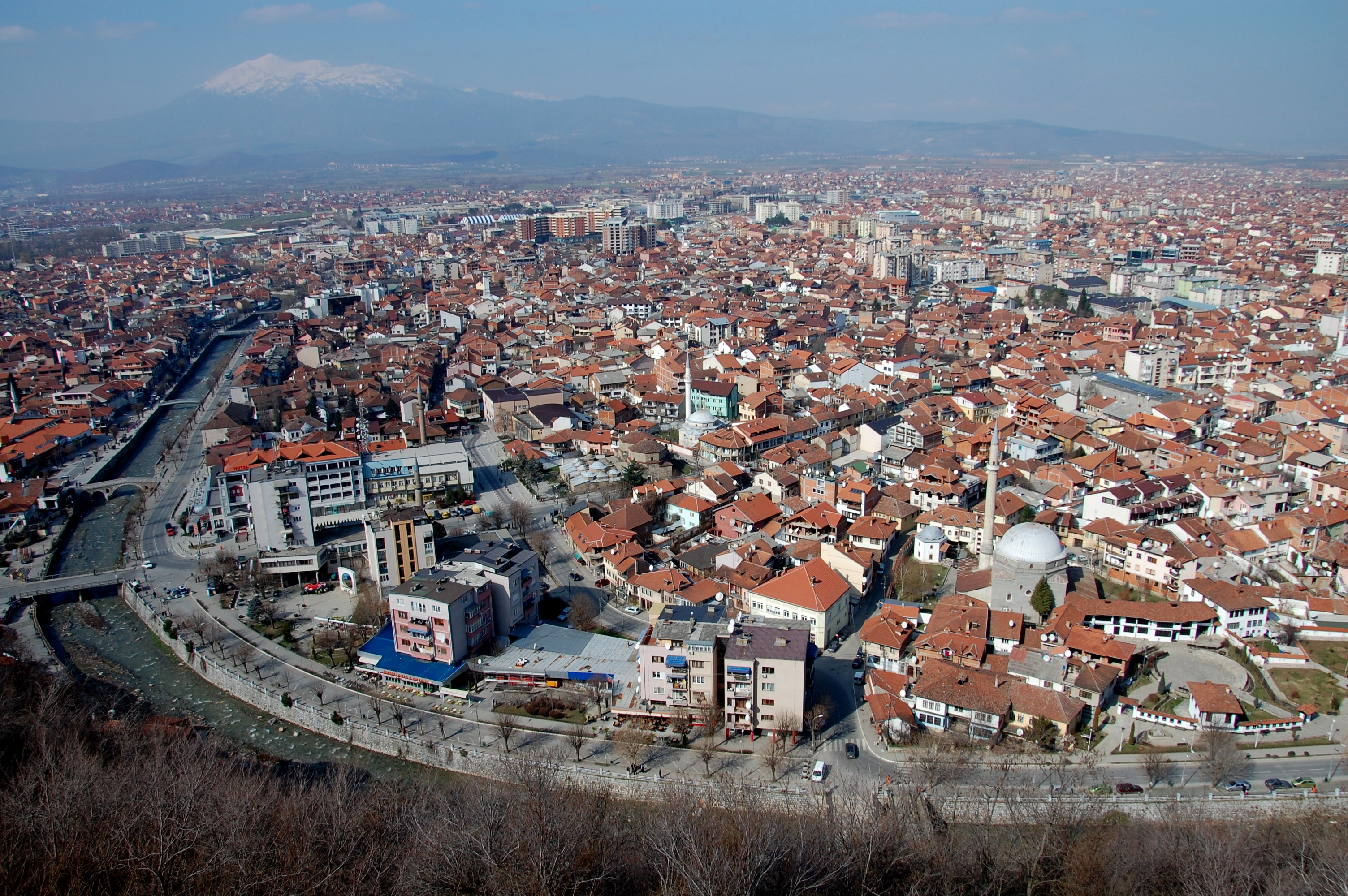
Ausblick von der Festung Richtung Westen

Prizren liegt im Süden des Kosovo. Im Norden grenzt sie an die Großgemeinden Gjakova, Rahovec, Mamusha, Suhareka und Štrpce. Im Südosten bildet der Gebirgszug der Šar Planina (alb. Malet e Sharrit) die natürliche Grenze zu Nordmazedonien. Nach Süden hat Prizren eine gemeinsame Grenze mit der Großgemeinde des Bergortes Dragash. Im Südwesten liegt Albanien, welches durch das Bergland von Pashtrik von der Großgemeinde getrennt wird.
Die Bistrica e Prizrenit durchfließt das südliche Stadtgebiet von Südosten kommend und mündet nach einigen Kilometern in südwestlicher Richtung in den Weißen Drin, welcher den ganzen westlichen Teil der Großgemeinde Prizren prägt.
Das Prizrener Stadtgebiet gehört zu Metochien (oder Dukagjin-Ebene genannt), der westlichen Landeshälfte Kosovos, und bildet das südöstliche Ende dieser landwirtschaftlich bedeutenden Ebene. Die höchsten Erhebungen der Großgemeinde sind die bis zu 2400 Meter hohen Gipfel der Šar Planina und des Pashtrik mit 1988 Meter Höhe über Meer.
Das Gemeindegebiet hat im Südwesten an der Grenze zu Albanien einen kleinen Anteil am Fierza-Stausee, wo sich mit 280 Meter Höhe der niedrigste Punkt befindet. In den Bergen im Süden und Südosten liegen zudem einige Gebirgsseen, wie der Brezna-See an der Passstraße zwischen Prizren und Dragash. Durch die vielen Unebenheiten und Gefälle gibt es im gebirgigen Umland eine Reihe von hohen Wasserfällen.

### Ausdehnung des Stadtgebiets
Das etwa zehn Quadratkilometer große Siedlungsgebiet nimmt einen Hundertstel der Großgemeinde ein und hat eine maximale Nordwest-Südost-Ausdehnung von etwa 5,5 Kilometern und eine Nordost-Südwest-Ausdehnung von zirka 4,5 Kilometern. Wälder gibt es nur am direkt anschließenden Berghang im Südosten, sonst ist die Stadt von landwirtschaftlichen Flächen oder Grasländern umgeben.

### Klima
Entsprechend seiner Breitenlage äquatorwärts von 45° N liegt Prizren (φ 42° N) in den Subtropen. Mit der Reliefumrahmung durch Šar Planina und Prokletije, sowie der abschirmenden Wirkung der zum Adriatischen Meer stark reliefierten albanischen Gebirge, gehört Prizren dennoch in den Bereich des südosteuropäischen Kontinentalklimas. Im Lee dieser Gebirge gelegen, ermöglichen die hier gemessenen 2137 Sonnenstunden pro Jahr den Anbau von Obst und Wein (Amselfelder).
Mediterraner Klimaeinfluss, der über Albanien und insbesondere über das transversal die Gebirge Albaniens querende Flusstal des Drin in das Gebiet des Kosovo eindringt, zeigt sich insbesondere über die Verteilung der Regenzeiten. Diese konzentrieren sich auf die regenreichen Wintermonate (Winterregenklima). Die mittleren Temperaturmaxima erreichen im Sommer schon fast 30 °C (28,5 °C im Juli), jedoch sind die Nächte mit 15,8 °C hier auch im Juli durch die Bodeninversion und Talwinde der Šar Planina noch nicht zu heiß. Im November und Dezember bewirken die noch relativ warmen Wassermassen des Mittelmeeres im Zusammenspiel mit den Adriazyklonen Herbst/Winter-Niederschlagsmaxima. Im Januar und Februar gibt es weniger Niederschläge und mehr Sonnenstunden. Die Sommer sind nicht gänzlich niederschlagslos; die Beckenlage Prizrens begünstigt Sommergewitter.
Im Winter liegen die mittleren Minima im Dezember (−1 °C), Januar (−3 °C) und Februar (−0,6 °C) deutlich unter dem Gefrierpunkt. Schneefall und periodische Schneedecken sind daher in Prizren regelhafte Ereignisse. Aufgrund dieser strengen Winter ist die Landnutzung in der Beckenlandschaft Metochiens auch auf winterharte Kulturen wie Weizen, Mais und Wein beschränkt.
In den Sommermonaten sind vielerorts Waldbrände problematisch.
|                        | Jan  | Feb  | Mär  | Apr  | Mai  | Jun  | Jul  | Aug   | Sep  | Okt  | Nov  | Dez  |   |      |
| Mittl. Temperatur (°C) | 0,0  | 2,8  | 7,1  | 11,9 | 16,8 | 20,2 | 22,2 | 21,8  | 18,1 | 12,3 | 6,9  | 1,8  | ⌀ | 11,9 |
| Mittl. Tagesmax. (°C)  | 3,3  | 6,8  | 11,9 | 17,2 | 22,5 | 26,0 | 28,5 | 28,3  | 24,5 | 18,0 | 11,1 | 5,0  | ⌀ | 17   |
| Mittl. Tagesmin. (°C)  | −3,0 | −0,6 | 2,7  | 6,9  | 11,3 | 14,4 | 15,8 | 15,4  | 12,1 | 7,3  | 3,2  | −1,0 | ⌀ | 7,1  |
|                        |      |      |      |      |      |      |      |       |      |      |      |      |   |      |
| Niederschlag (mm)      | 76,2 | 54,1 | 63,5 | 61,1 | 66,7 | 69,7 | 58,6 | 127,4 | 58,2 | 55,1 | 88,3 | 81,1 | Σ | 860  |
|                        |      |      |      |      |      |      |      |       |      |      |      |      |   |      |
| Sonnenstunden (h/d)    | 3,2  | 3,3  | 4,5  | 5,9  | 7,2  | 9,7  | 9,7  | 9,2   | 7,4  | 5,3  | 3,0  | 1,8  | ⌀ | 5,9  |
|                        |      |      |      |      |      |      |      |       |      |      |      |      |   |      |
| Regentage (d)          | 13   | 12   | 12   | 13   | 12   | 12   | 9    | 8     | 8    | 9    | 13   | 14   | Σ | 135  |
|                        |      |      |      |      |      |      |      |       |      |      |      |      |   |      |
| Luftfeuchtigkeit (%)   | 81   | 75   | 68   | 64   | 64   | 61   | 58   | 59    | 67   | 74   | 79   | 82   | ⌀ | 69,3 |

| −3,0 |

| −0,6 |

| 2,7 |

| 6,9 |

| 11,3 |

| 14,4 |

| 15,8 |

| 15,4 |

| 12,1 |

| 7,3 |

| 3,2 |

| −1,0 |

| −3,0 |

| −0,6 |

| 2,7 |

| 6,9 |

| 11,3 |

| 14,4 |

| 15,8 |

| 15,4 |

| 12,1 |

| 7,3 |

| 3,2 |

| −1,0 |

## Geschichte

### Antike
In der unmittelbaren Umgebung der Stadt befand sich die römische Siedlung Theranda in der Region Moesia des Römischen Reichs.

### Mittelalter
Prizren als Stadt wird erstmals zu Beginn des 11. Jahrhunderts in byzantinischen Quellen als Sitz eines Bischofs erwähnt. Eine Bulle des Kaisers Basileios II. nennt Prizren als eine dem Erzbistum Ohrid unterstellte Eparchie. Sie umfasste damals nur einen Teil des heutigen Kosovo.
Spätestens 1216 wird Prizren – bis dahin unter byzantinischer Herrschaft stehend – Teil des Serbischen Reiches. Im serbischen mittelalterlichen Reich des Königs Stefan Uroš IV. Dušan war Prizren Handelszentrum; in seine Regierungszeit fällt auch die erste Erwähnung einer katholischen Kirche in Prizren. Von 1330 bis 1380 wurde eine Reihe katholischer Bischöfe von Prizren ernannt. Allerdings ist nicht bekannt, ob diese Ernennung rein nominell war (Titularbischof) oder ob die ernannten Bischöfe je ihre Diözese besuchten. Die Tolerierung eines katholischen Elementes in Prizren geht vermutlich auf die Anwesenheit kroatischer Kaufleute aus Dubrovnik (Ragusa) zurück, die hier 1332 ein Konsulat eröffneten.
Der albanische Nationalheld Gjergj Kastrioti Skanderbeg gründete mit einigen anderen albanischen und montenegrinischen Fürsten 1444 die Liga von Lezha, welche für die Verteidigung des Heimatlandes der Albaner und Montenegriner gegen die Osmanische Eroberung vorgesehen war. Der Machteinfluss lag über das ganze heutige Montenegro, Albanien, Kosovo, Epirus und Westmazedonien. Nach vielen erfolgreichen Schlachten starb Skanderbeg, und die Liga begann langsam zu zerfallen. Nach einigen weniger erfolgreichen Schlachten konnten die Osmanen die Gebiete der Liga erobern und ihrem Reich einverleiben.

### Osmanische Periode

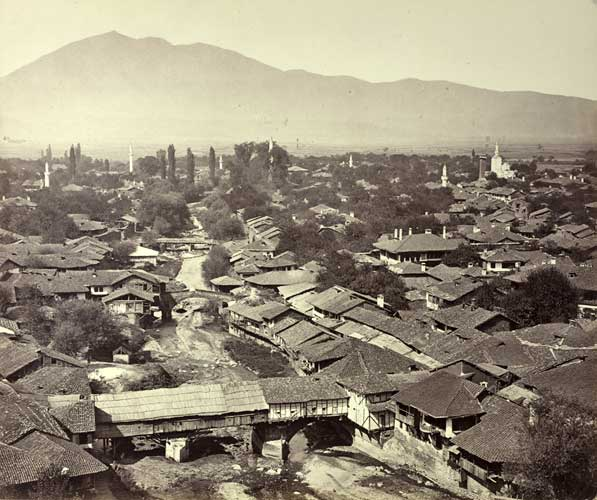
Prizren um 1860

Prizren kam im Jahr 1455 (andere Quellen nennen 1459) zum Osmanischen Reich. Die Errichtung der osmanischen Herrschaft bedeutete eine radikale Veränderung der gesellschaftlichen und politischen Zustände. Die alten Regierungsstrukturen der serbischen Adeligen wurden vernichtet und in Prizren galt fortan das neue osmanische System. Unter anderem bedeutete dies für die (albanischen) Katholiken mehr Religionsfreiheit, welche im Vergleich zum serbischen Gesetz bei den muslimischen Osmanen höher entwickelt war.
Im Jahr 1488 übernahm Prizren die Hauptstadtfunktion eines Sandschaks. Im Jahr 1634 wurden in Prizren 12.000 Muslime, 600 Orthodoxe und 200 Katholiken registriert. 1813 wurde sie zum Amtssitz eines Vilâyets erklärt und als man diese Behörde im Jahr 1843 nach Skopje verlegte, übernahm Prizren wieder seine alte Funktion als Sandschakzentrum. Im Zuge der Tanzimat-Reformen des Osmanischen Reiches im Verwaltungswesen wurde Prizren 1868 wieder zur Hauptstadt eines Vilâyets erklärt (siehe hierzu Artikel Vilâyet Prizren). Im Jahr 1874 wurden die Behörden des Vilâyets einmal mehr verlegt. Diesmal erklärte man Pristina zum neuen Hauptort des Vilâyets (siehe hierzu Artikel Vilâyet Kosovo) und Prizren kehrte zurück zur tieferen Stufe eines Sandschaks. Diese Aufgabe hielt sie inne bis zum Ersten Balkankrieg, als serbische Streitkräfte die Stadt am 31. Oktober 1912 einnahmen.
Während des 19. Jahrhunderts war Prizren das zweitgrößte Wirtschafts- und Handelszentrum in den albanischen Gebieten. Zu Ende dieses Jahrhunderts gab es in der Stadt etwa 1500 Geschäfte. Das osmanische Jahrbuch von 1874 beziffert die damalige Einwohnerzahl mit 44.000.
Im 18. und in der ersten Hälfte des 19. Jahrhunderts war Prizren historischer Schauplatz der aristokratischen Familie Rrotlla. Diese bekämpften nicht nur ihre örtlichen politischen Gegner, sondern beanspruchten auch die Unabhängigkeit von der osmanischen Zentralregierung. Die Rrotlla regierten etwa 100 Jahre lang und gaben der Region Prizren einen gewissen Charakter eines Paschaliks.
Am 10. Juni 1878 gründeten Intellektuelle und Politiker aus allen albanischen Gebieten die Liga von Prizren. Sie formierte eine Übergangsregierung mit Ymer Prizreni an ihrer Spitze. Auf diese Weise wurde die Stadt zu einem Zentrum des damaligen albanischen Raumes.

### Neuzeit
Nach dem Ersten Balkankrieg 1912/13 fiel das Kosovo mit Prizren vom Osmanischen Reich an das Königreich Serbien. Ende November 1915 besetzten österreichisch-ungarische Truppen Prizren, im Oktober 1918 räumten sie es. Danach wurde die Stadt Teil des Königreichs der Serben, Kroaten und Slowenen (ab 1929 Königreich Jugoslawien). Zu Beginn des Balkanfeldzuges (Jugoslawien kapitulierte am 17. April 1941) konnten jugoslawische Truppen bei Prizren die Wehrmacht vorübergehend stoppen.
Im föderalen System des sozialistischen Jugoslawien ab 1945 kam Prizren zur neu geschaffenen Teilrepublik Serbien als Teil der Sozialistischen Autonomen Provinz Kosovo. Von 1999 bis 2008 gehörte die Stadt zu der unter UN-Verwaltung stehenden Provinz Kosovo, die sich am 17. Februar 2008 als unabhängige Republik erklärt hat. Die Republik Kosovo wird von 117 Staaten anerkannt.
Im Kosovokrieg, insbesondere nach Beginn der NATO-Militärintervention von 1999, flüchteten große Teile der albanischen Bevölkerung aus dem Kosovo über den Grenzübergang Vërmica nach Kukës in Albanien und nach Tetovo in Nordmazedonien. Nach dem Ende des Krieges kehrte der größte Teil der Flüchtlinge innerhalb weniger Wochen in den Kosovo zurück. Daraufhin verließen rund 97 % der Serben und 60 % der Roma das Stadtgebiet. Heute ist Prizren beinahe vollständig albanisch besiedelt. Während des Krieges kam es auch zur Zerstörung zahlreicher kultureller Denkmäler auf beiden Seiten, wie etwa des Gebäudes der albanischen Liga von Prizren durch Serben oder orthodoxer Kirchen durch Albaner. Heute sind die kosovarischen Behörden um die Rückkehr geflüchteter Minderheiten bemüht.
Am 13. Juni 1999 rückten die deutschen KFOR-Streitkräfte unter dem Kommando von Brigadegeneral Helmut Harff in die Stadt ein. Die deutschen Truppen bezogen ihr Hauptquartier, das Feldlager Prizren, in der ehemaligen jugoslawischen Kaserne am Ostrand der Stadt, welche sie nach neunzehn Jahren am 4. Oktober 2018 an die kosovarischen Zivilbehörden übergaben.
Während der landesweiten pogromartigen Ausschreitungen vom März 2004, die in erster Linie gegen die serbische Minderheit im Kosovo gerichtet waren, sich aber auch gegen andere Minderheiten richteten, kam es in Prizren zu besonders gravierenden Verlusten an kulturellen Monumenten. Am 17. März 2004 griffen Albaner unter anderem das ehemalige serbische Viertel Podkalaja (unter der Stadtburg) an und zerstörten es völlig. Zerstört oder beschädigt wurden außerdem zwei serbisch-orthodoxe Klöster, darunter das Erzengelkloster, das orthodoxe Priesterseminar und fünf andere Stätten.

## Bevölkerung
Prizren ist mit 85.119 Einwohnern (Volkszählung 2011) nach Pristina die zweitgrößte Stadt des Kosovo.
Ebenfalls ist die 177.781 Einwohner zählende Gemeinde Prizren nach der Gemeinde Pristina an zweiter Stelle der bevölkerungsreichsten kosovarischen Gemeinden.

### Ethnien, Religionen und Sprachen
Die Bevölkerung in Prizren ist auch heute noch ziemlich multikulturell. Nicht immer lebten aber die Ethnien und Religionen friedlich miteinander und die erfolgten Konflikte lösten im Laufe der Stadtgeschichte mehrere Flüchtlingswellen der jeweiligen ethnischen Gruppe aus. In der albanischen Geschichte war Prizren Geburtsort des albanischen Nationalismus bzw. des albanischen Widerstands gegen die osmanische Herrschaft. Für viele Minderheiten des Kosovo ist die Stadt das kulturelle und politische Zentrum. Türkische, Bosnische und Parteien der Roma haben ihren Hauptsitz in Prizren. Für die Serben spielt sie, besonders in religiöser Hinsicht, eine historisch wichtige Rolle.

#### Albaner
Die Albaner bilden mit 78,74 Prozent der Stadtbevölkerung (67.020 von 85.119 Einwohnern gemäß Volkszählung 2011) die größte ethnische Gruppe. Sie bekennen sich zum Islam oder katholischen Christentum und sprechen einen gegischen Dialekt des Albanischen.

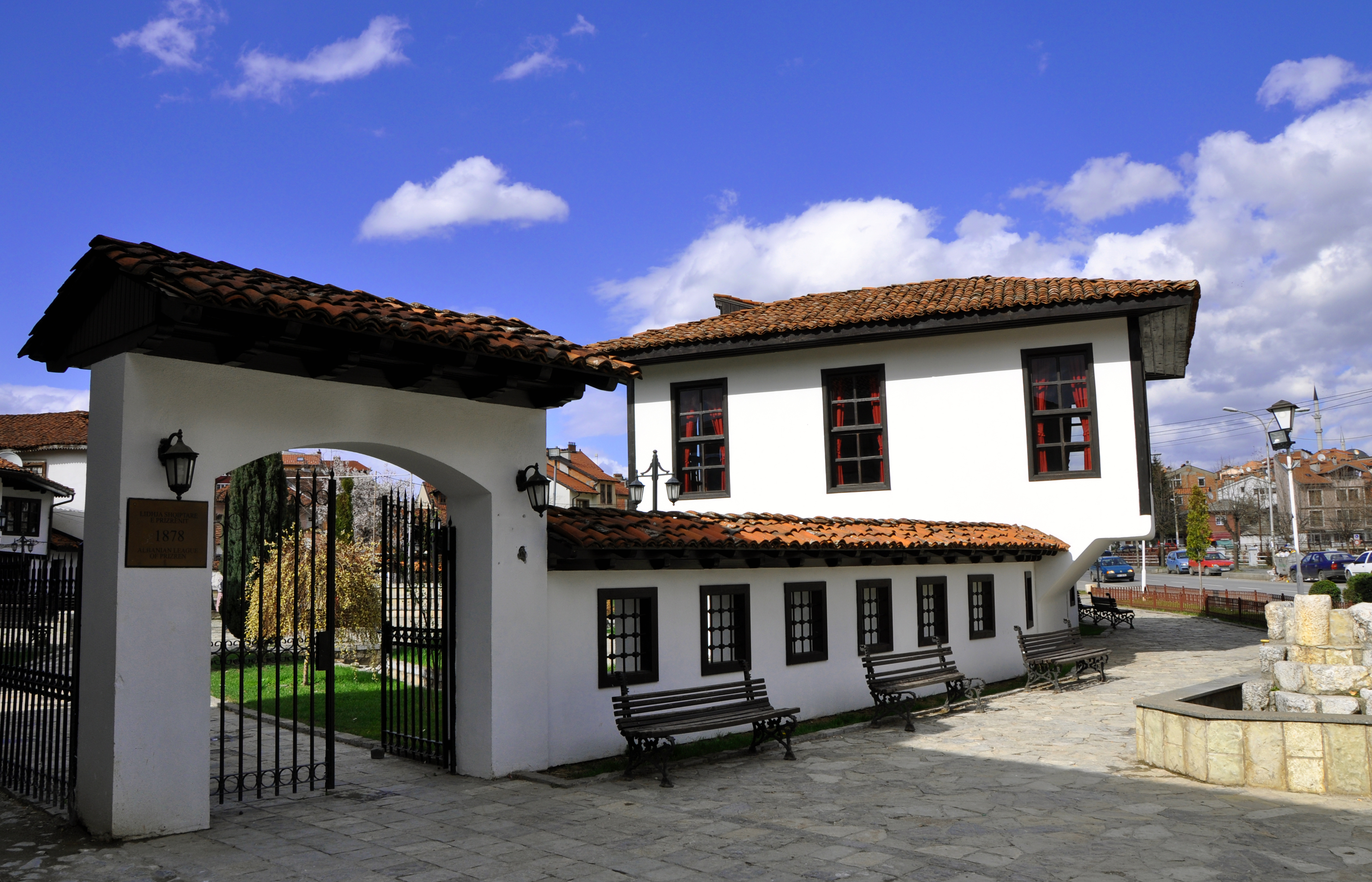
Gebäude der Liga von Prizren

Die muslimischen Albaner sind zusammen mit den anderen muslimischen Ethnien in der Islamischen Gemeinschaft des Kosovo organisiert, welche die Hodschas in den Moscheen leitet, für die Finanzierung und Unterhaltung der islamischen Einrichtungen sorgt und die (freiwillige) Almosensteuer (arabisch زكاة, DMG Zakāt) einsammelt.
Die Katholiken sind ihrerseits im Bistum Prizren-Pristina organisiert. Dieses ist direkt dem Papst unterstellt und umfasst das ganze Gebiet der Republik Kosovo. Bischofssitz ist Prizren als das katholische Zentrum des Landes.
Viele Albaner beherrschen als Zweit- und Drittsprache das Türkische und Bosnische bzw. Serbische.
Die nachfolgende Tabelle stellt die demographische Entwicklung der Katholiken zwischen 1623 und 1872 dar, wobei mehrere Dutzende Pfarreien im Umland mit einberechnet sind. Dass nicht alle Katholiken albanischer Ethnie waren, liegt auf der Hand.
| Jahr              | 1623 | 1637 | 1638 | 1641 | 1703 | 1791 | 1818 | 1820 | 1842 | 1846 | 1853 | 1865 | 1872 |
| ----------------- | ---- | ---- | ---- | ---- | ---- | ---- | ---- | ---- | ---- | ---- | ---- | ---- | ---- |
| Anzahl Katholiken | 0200 | >540 | 0325 | 0400 | 031  | 0167 | 0838 | 0650 | 0712 | 0910 | 1200 | 0815 | 1203 |

#### Türken
Türken leben in Prizren seit etwa fünf Jahrhunderten. Während der osmanischen Zeit genossen sie viele Privilegien und das Türkische war lange Amts- sowie Verkehrssprache in der Stadt. Auch noch am Anfang des 20. Jahrhunderts sprach die Elite der Stadt mehrheitlich türkisch. Die Türken bilden 10,38 Prozent der Stadtbevölkerung (8833 Personen). Sie sind mehrheitlich sunnitische Muslime.

#### Bosniaken
5,77 Prozent der Bevölkerung sind Bosniaken (4914 Personen). Sie sind sunnitische Muslime und nutzen Bosnisch als Standardsprache. Auch in einigen Dörfern um Prizren leben Angehörige dieser Ethnie.

#### Roma
Die Roma siedelten sich im 14. Jahrhundert in Prizren an und bilden mit 4,07 Prozent oder 3466 Personen eine kleinere ethnische Minderheit. Miteinbezogen in diesen Zahlen sind auch die Kosovo-Ägypter und Aschkali. Die Roma sprechen das Romani; die Ägypter und Aschkali hingegen können Albanisch oder Serbisch oder manchmal auch beide Sprachen zusammen. Die drei Ethnien bekennen sich ausschließlich zum sunnitischen Islam.

#### Serben
Nach dem Kosovokrieg sowie den Ausschreitungen im Kosovo 2004 verblieben nur wenige Serben in Prizren und stellen heute mit einem Anteil von nur 0,06 Prozent (47 Personen) die kleinste ethnische Gemeinde in der Stadt. Jedoch spielten die Serben in der Stadtgeschichte eine wichtige Rolle. So ist Prizren der Bischofssitz der Eparchie Raszien-Prizren, einer Diözese der serbisch-orthodoxen Kirche, deren Kathedrale die Kirche der Hl. Gottesmutter von Ljeviš ist.

#### Andere Ethnien
An Markttagen kommen Menschen aus dem nördlichen Rahovec in die Stadt, die das Oravački sprechen, welches eine Mischung aus Serbisch, Albanisch und türkischen Lehnwörtern ist. Auch die in Dragash lebenden Goranen haben einen eigenen Dialekt. Eine weitere kleine Minderheit bilden die Torbeschen, die sprachlich und kulturell den Goranen ähneln. Über die Anzahl dieser Ethnien gibt es wenig zuverlässige Quellen.

### Entwicklung
| Volkszählung | 1910   | 1913   | 1919   | 1921   | 1948   | 1953   | 1961   | 1971   | 1981   | 1991   | 2011   |
| ------------ | ------ | ------ | ------ | ------ | ------ | ------ | ------ | ------ | ------ | ------ | ------ |
| Einwohner    | 30.283 | 18.174 | 16.100 | 16.414 | 20.540 | 22.997 | 28.062 | 41.681 | 61.801 | 92.303 | 85.119 |

## Politik

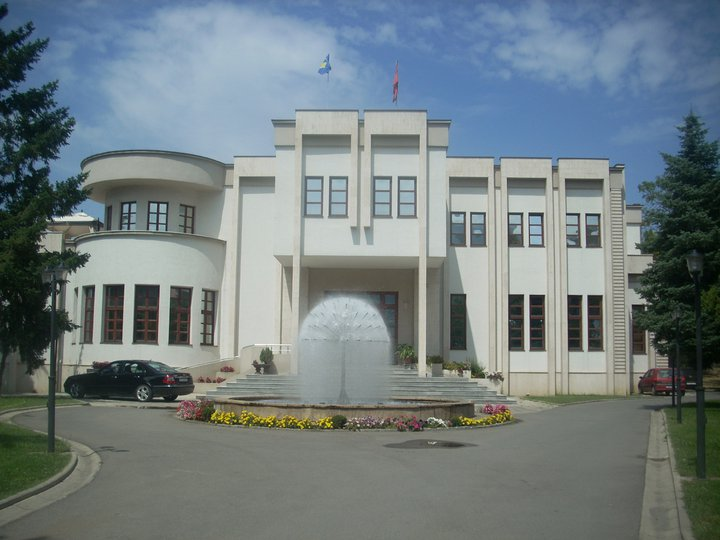
Amtssitz der Gemeindeverwaltung

Zu osmanischer Zeit war Prizren zwischen dem 15. Jahrhundert bis 1913 Hauptstadt eines gleichnamigen Sandschaks (osmanisch سنجاق Sancak), der weiter in Kazas und Nahiye unterteilt war. Der Statthalter des Sandschaks wurde Sancakbeği genannt.
Seit 2008 ist die Gemeinde Prizren (albanisch Komuna, serbisch Opština) nunmehr in 76 Ortschaften gegliedert, darunter die Stadt selbst. Im Vierjahresrhythmus werden für die Großgemeinde der Bürgermeister und der Gemeinderat gewählt.

### Bürgermeister
Bürgermeister der Gemeinde Prizren ist Shaqir Totaj von der Partei Partia Demokratike e Kosovës. Er löste im Dezember 2021 Mytaher Haskuka von der Lëvizja Vetëvendosje ab.

### Städtepartnerschaften
Prizren unterhält seit der Ende der sechziger Jahren Partnerschaften mit drei Städten:
| - Bingen am Rhein (Deutschland) - Gaziantep (Türkei) - Kuşadası (Türkei) |

## Kultur und Sehenswürdigkeiten

### Bauwerke

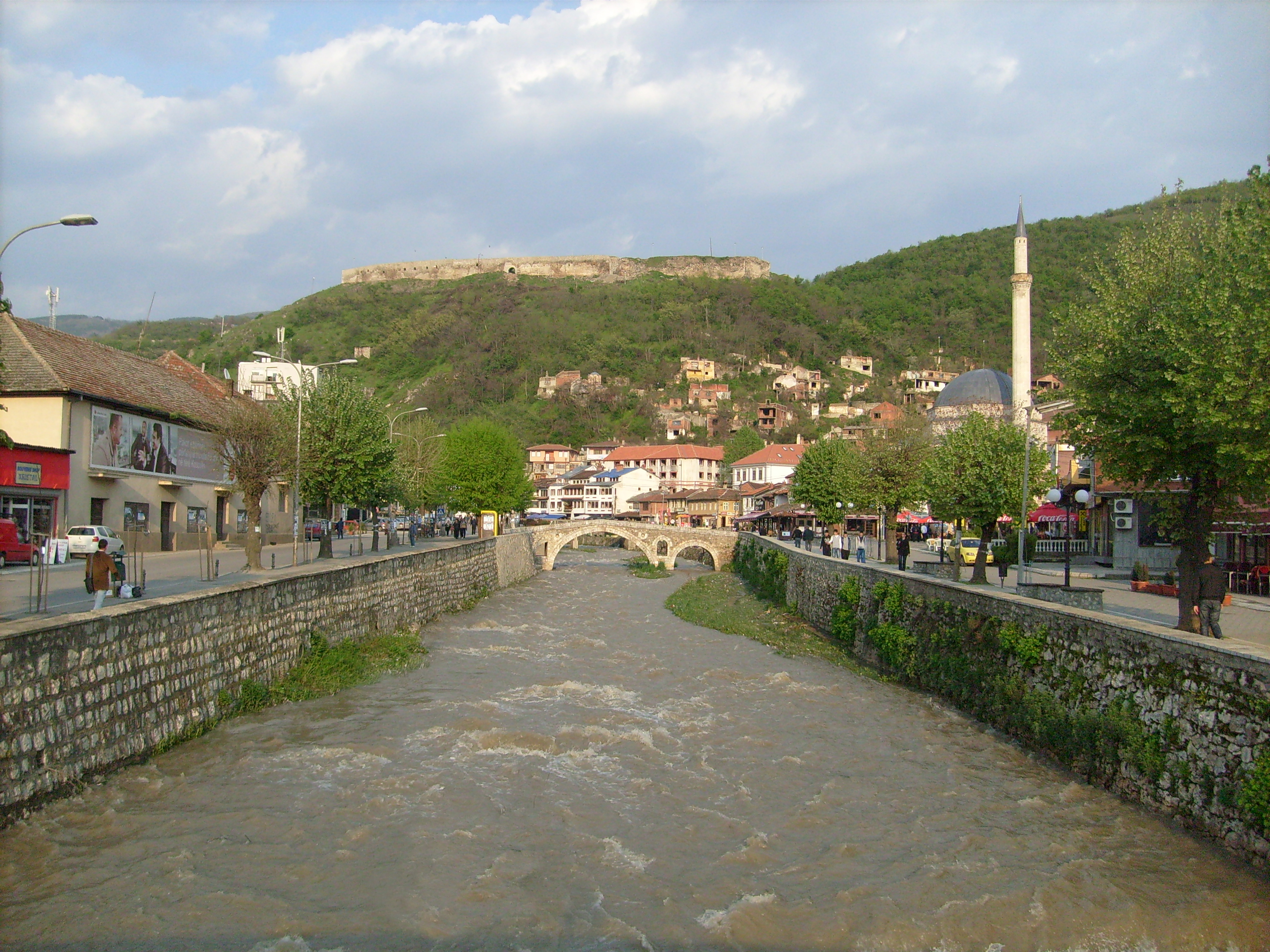
Blick von Westen über die Wahrzeichen von Prizren: Festung, osmanische Steinbrücke und Sinan-Pascha-Moschee. Im Vordergrund fließt die Bistrica (alb. Lumëbardhi).

Im Laufe der Geschichte hinterließen vor allem die Osmanen im Stadtbild ihre Spuren, aus dem Mittelalter und der Neuzeit gibt es viele Bauwerke, die attraktiv bei Touristen sind, etwa die Halveti-Tekke des Chalwati-Sufiordens.

#### Brücken

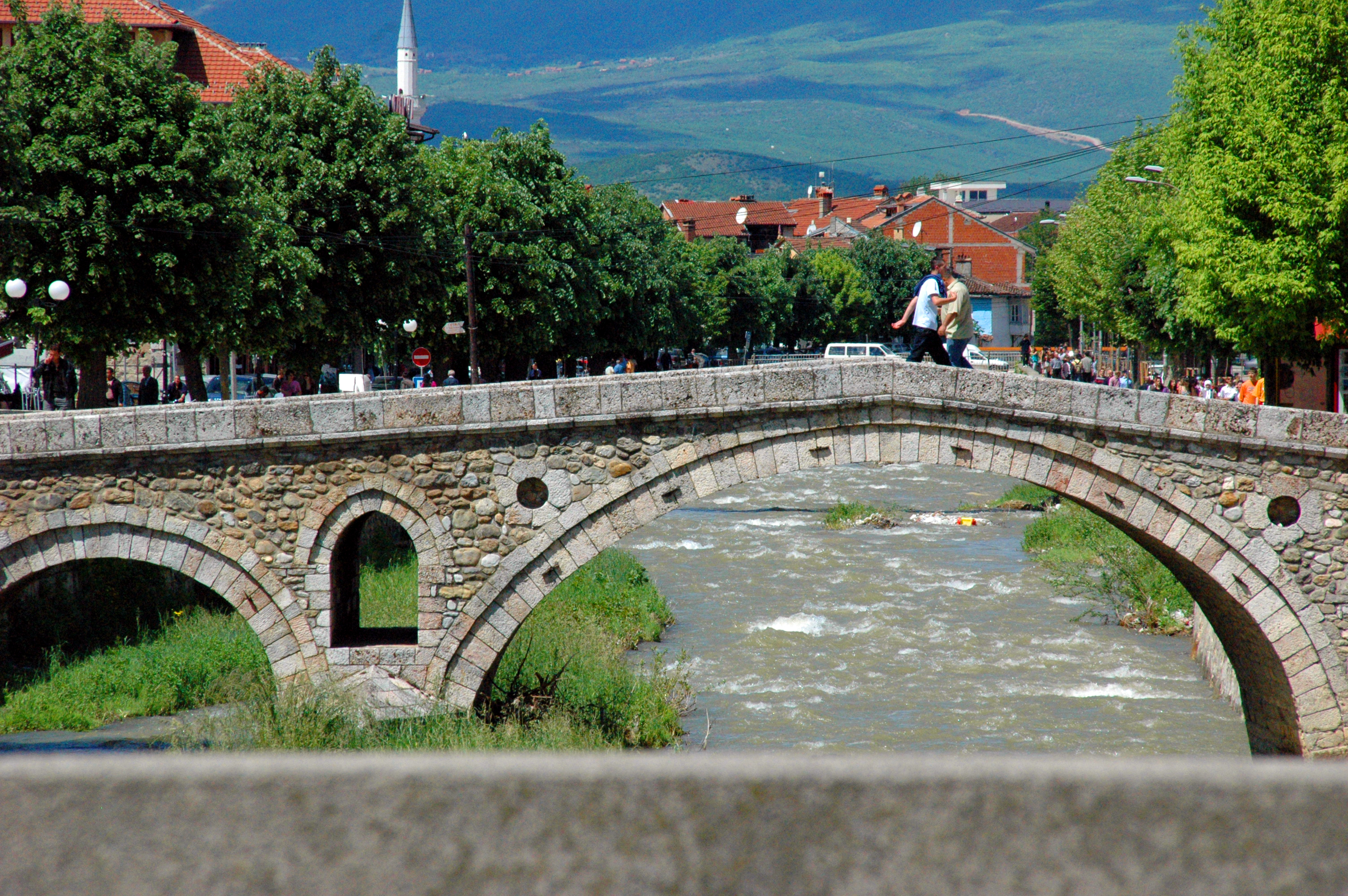
Die osmanische Steinbogenbrücke über die Bistrica (alb. Lumëbardh)

Zu den Wahrzeichen der Stadt gehört die alte osmanische Steinbrücke (alb. Ura e gurit; serb. Камеңи мост/Kameni most; türk. Taş köprüsu). Sie verbindet die alten Stadtteile Prizrens und umspannt die Bistrica (alb. Lumëbardh). Über die Bauzeit gibt es so gut wie keine historischen Quellen. Dem Material nach zu beurteilen, wurde sie Ende des 15. Jahrhunderts vollendet. Sie besitzt drei Bögen, von denen der mittlere der größte ist. In den 1950er Jahren wurde das Äußere der Brücke infolge einer Straßenverbreiterung verändert. In diesem Zustand verblieb sie bis zum 17. November 1979, als massive Wassermassen die Stadt überschwemmten und die Brücke dem Erdboden gleichmachten. Da viele Einwohner eine emotionale Beziehung zur Brücke hatten und sie selbst nicht vom Stadtbild wegzudenken war, begann man in den Folgemonaten mit der genauen Wiederherstellung. Am 5. Juni 1982 erfolgte der Spatenstich und nach fünf Monaten Bauzeit wurde die Brücke am 17. November 1982 – genau drei Jahre nach der Zerstörung – wiedereröffnet. Sie erstrahlt seitdem im alten Glanz und ist Anziehungspunkt vieler Touristen.
Eine weitere architektonisch interessante Steinbogenbrücke ist die Suzi Çelebiu-Brücke bei der gleichnamigen Moschee. Sie war eine Spende ihres Namensgebers und wurde 1513 erbaut. Bei den Stadtbewohnern wird sie auch Ura e Tabakhanes genannt, nach dem früheren Gerberviertel, das gleich neben der Brücke lag. Obwohl heute die meisten Gerbereien verschwunden sind, pflegen neuerdings modernere Werkstätten dieses Handwerk, um dem früheren Viertel zu gedenken. Die Bogenbrücke befindet sich von der Ura e gurit flussabwärts.

#### Festung
Der Festungshügel des Festung von Prizren, östlich der Altstadt war schon lange ein strategisch wichtiger Stützpunkt und bietet für seine Besucher eine Rundsicht über Stadt, Ebene und Gebirgszug. Die Festungsmauern umschließen eine Fläche von etwa 1,5 Hektaren und geben der Festung ein eiförmiges Aussehen in Nord-Süd-Ausdehnung. Die Festung liegt auf 525 Meter über Meer.
Archäologen fanden während Ausgrabungsarbeiten in den Jahren 2004 und 2009–2011 heraus, dass der Platz schon seit der Bronzezeit von Menschen besiedelt war. Auch eisenzeitliche, römische und spätantike Funde wurden gemacht. Der spätantike Historiker Prokopios von Caesarea (500–562) erwähnt in seinem Werk De Aedificiis (dt. Bauten) innerhalb Dardaniens eine Festung namens Petrizen. Die Forscher gehen davon aus, dass es sich dabei um diese Festung handelt.
Die archäologischen Ausgrabungsarbeiten begannen schon 1969 und mit der Zeit fand man innerhalb der Festung Spuren von mittelalterlichen (11. bis 15. Jh.) und osmanischen Wohnbauten. Die Osmanen erbauten zudem einen Hamam, eine Moschee und militärische Anlagen. Letztere wurden bis 1912 genutzt und seitdem befindet sich die Festung in einem fortwährenden Verfallsprozess. Erst 2008 begann man mit einzelnen Konservierungs- und Sanierungsarbeiten.

#### Kathedrale Unserer Lieben Frau von der immerwährenden Hilfe
Die römisch-katholische Kathedrale Unserer Lieben Frau von der immerwährenden Hilfe (alb. Katedralja e Zonjës Ndihmëtare) im Südwesten der Altstadt wurde 1870 vom Erzbischof Dario Bucciarelli erbaut. Toma Glasnović ergänzte später den Glockenturm. Die Kathedrale gehört zu einem ganzen religiösen Komplex, der des Weiteren eine katholische Schule, ein Priester- und Ordensschwesternhaus, den Bischofssitz, das Pfarreigebäude und weitere Bauten umfasst.

#### Serbisch-orthodoxe Kirchen
Die Muttergotteskathedrale Ljeviška ist die einzige erhaltene mittelalterliche serbische Stadtkathedrale. Die Kathedrale ist Sitz der Eparchie Raszien-Prizren. Sie wurde um das Jahr 1306 errichtet und enthält gut erhaltene Wandmalereien. Während der Ausschreitungen im März 2004 war auch sie Ziel der Angriffe der Randalierer. Dabei wurden einige ihrer bedeutendsten Fresken zerstört. Im Gegensatz zu anderen serbisch-orthodoxen Kirchen in Prizren erfasste der Brand jedoch nicht das gesamte Gebäude. 2006 wurde sie in die Liste des UNESCO-Weltkulturerbes und wegen der schwierigen Sicherheitslage in Kosovo zugleich auf die Rote Liste des gefährdeten Welterbes aufgenommen. Viele weitere Klöster sind in der Stadt zu finden. Dazu zählt das während der März-Ausschreitungen 2004 niedergebrannte Erzengelkloster aus dem 14. Jahrhundert.

#### Moscheen

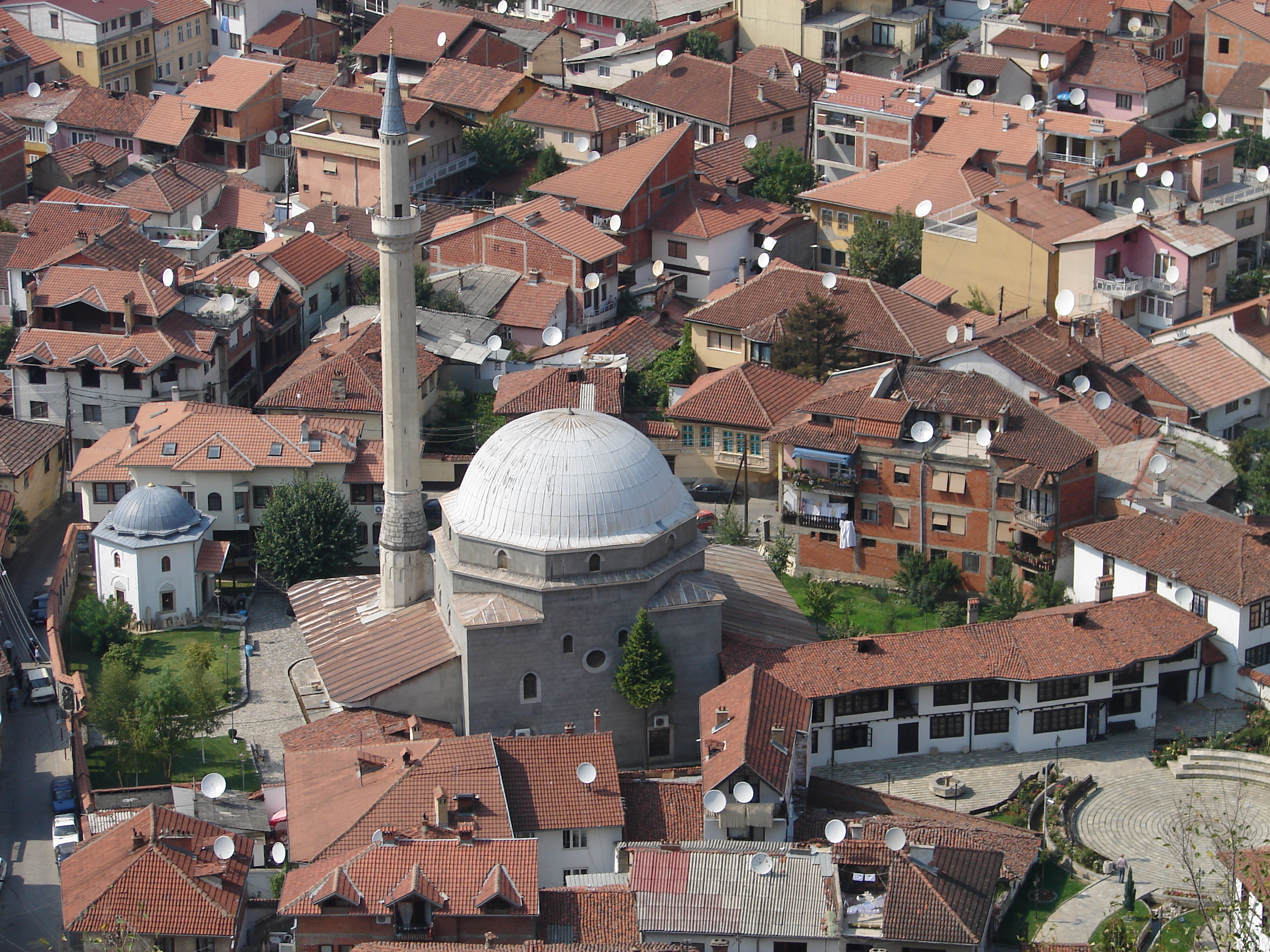
Die Gazi-Mehmet-Pascha-Moschee mit Türbe links und dem Gebäude der Liga von Prizren rechts

Osmanische Architektur prägt das Stadtbild bis heute. Die Sinan-Pascha-Moschee (Xhamia e Sinan Pashës/Sinan Pašina Džamija) in Prizren hat das höchste Minarett des Balkans. Daneben gibt es kleinere Moscheen, wie die Saraçëve-Moschee, die Myderiz-Ali-Efendi-Moschee, die Maksut-Pascha-Moschee (Xhamia e Maksut Pashës), die Çoraga-Moschee/Haxhi-Ramadani-Moschee (Xhamia e Çoragës/Xhamia e Haxhi Ramadanit) und die Gazi-Mehmet-Pascha-Moschee/Bajrakli-Moschee (Xhamia e Gazi Mehmet Pashës/Xhamia e Bajraklisë). Letztere ist auch die am meisten verzierte Moschee in Prizren, sie stammt aus dem Jahre 1566. In ihr wurde auch die Liga von Prizren gegründet. In deren Nähe befindet sich der Gazi-Mehmet-Pascha-Hamam (Hamami i Gazi Mehmet Pashës) aus dem Jahre 1573. Er ist einer der drei größten Hamame des Balkans, neben dem Hamam von Sarajevo und demjenigen von Skopje.

### Museen

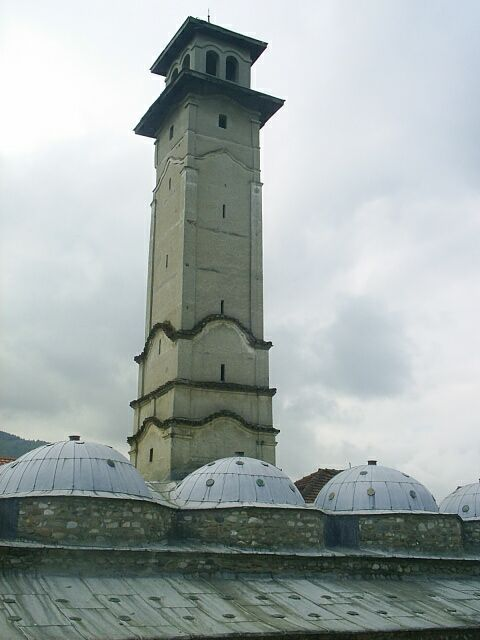
Der Uhrturm (Sahat Kula) über dem Archäologischen Museum in der westlichen Altstadt

Das Archäologische Museum ist die wichtigste kulturelle Einrichtung Prizrens. Untergebracht in einem 1498 erbauten Hamam zeigt es die Funde aus der Region der Stadt, sprich aus den Großgemeinden von Prizren, Dragash, Rahovec und Suhareka. Die Exemplare werden in verschiedenen Räumen ausgestellt, welche in die Zeitperioden Frühneolithikum, Kupfersteinzeit, Bronzezeit, Eisenzeit, römische Zeit, frühes Mittelalter und Spätmittelalter eingeteilt sind. Das Museum wurde am 17. November 1975 eröffnet und ist 2008 teilweise renoviert worden. Der Hamam aus dem 15. Jahrhundert wurde von einem gewissen Shemsudin Ahmed Beu zum Bau verordnet worden und diente als Badehaus bis zum 19. Jahrhundert, als ein Uhrturm (Sahat Kula) darauf gebaut wurde. Von da an befand sich das Bauwerk in einem kontinuierlichen Verfallsprozess. Es diente für die Anwohner als Lager, Wohnstätte oder Stall. In den 1960er Jahren begannen schließlich Sanierungs- und Konservierungsarbeiten im vollen Umfang.

### Kunsthandwerk
Das Kunsthandwerk in Prizren war eng mit der Stadtentwicklung verknüpft. Zu den wichtigsten Bereichen gehörten und gehören teilweise immer noch die Bearbeitung von Metall, Tierhaut, Textilien, Holz und in neuerer Zeit auch Nahrung sowie die Dienstleistungen. Ihre höchste Blütezeit erlangte das Kunsthandwerk in der zweiten Hälfte des 19. Jahrhunderts. Zu dieser Zeit gab es in der Stadt 124 verschiedene Handwerkerberufe in 1384 Werkstätten. Die verbreitetsten Berufe waren Büchsenmacher (alb. dyfekgjiu), Goldschmied (kujumgjiu), Gerber (tabaku), Sattler (saraçi), Schmied (farkëtari), Kessler (kazanxhiu), Schleifer (briskagjiu), Schneider (terziu) und Hufschmied (nallbani).
Mit der technischen Entwicklung und dem Übergang zwischen Manufakturen zur modernen Industrie ist das Interesse an diesem Handwerk geschwunden, sodass viele dieser Berufe nicht mehr existieren. Dennoch stellen heute einige Meister ihre Exemplare mit Handarbeit her und konnten so das Kunsthandwerk vor dessen Vernichtung retten.

#### Goldschmiedekunst
Die Goldschmiede zählen zu den berühmtesten Meistern von Prizren. Über ihr Handwerk schrieben sogar Historiker. Objekte wie Tabakschachteln, Pfeifen, Ringe, Armreifen, Halsketten, Tabletten, Becher und Tassen wurden reich verziert. Die Goldschmiede hatten in Prizren auch ihr eigenes Stadtviertel, das heute unter dem Namen Çarshia e Kujunxhillëkut bekannt ist.

#### Schleiferkunst
Das Handwerk des Schleifers ist einer der ältesten Berufe der Stadt. Sie arbeiteten immer eng mit den Waffenschmieden zusammen. Letztere wechselten alle einmal sogar von den Waffen zum Schleifern, als die Waffenproduktion in Prizren abrupt endete. Nahe der alten Steinbogenbrücke befindet sich eine kleine Ausstellung alter Exemplare.

### Kulturelle Veranstaltungen

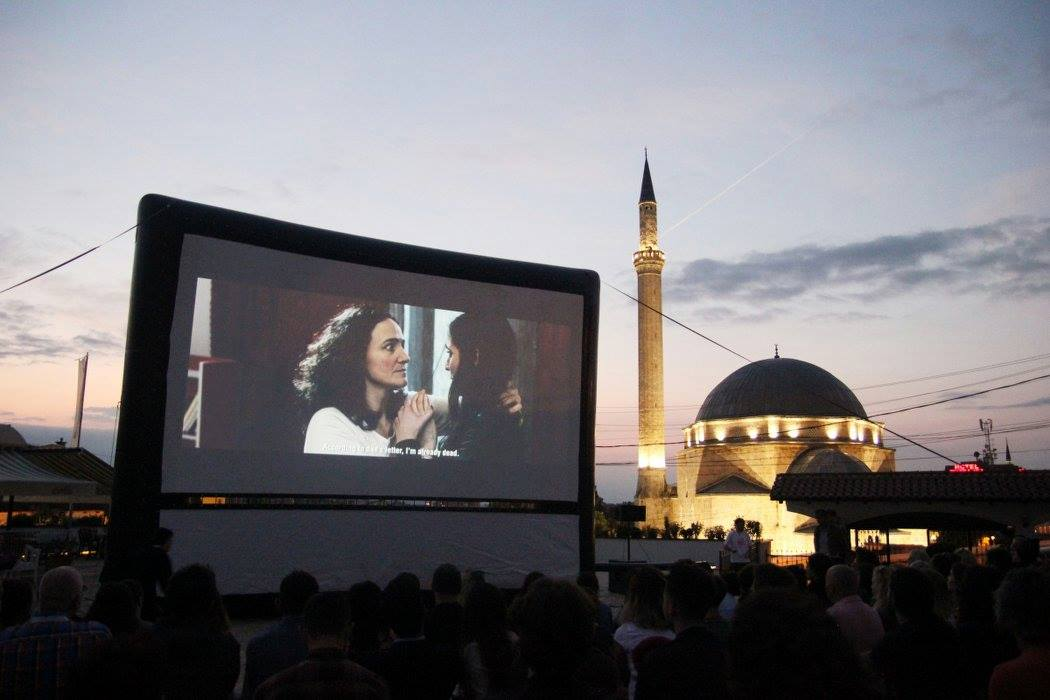
Vorführung während des Filmfestivals Dokufest

Viele Veranstaltungen und Anlässe haben in Prizren lange Tradition. Dazu zählt das Festivali i Këngës Qytetare „Zambaku i Prizrenit“, bei welchem seit 1986 Chansons, Balladen und Serenaden vorgesungen werden. Meist handelt es sich um albanische, türkische oder bosniakische Lieder. Die Veranstaltung wird jährlich im Juli ausgetragen und dauert 10 Tage lang. Zeitgleich zum Festival findet für Kinder das Musikfest Fluturat statt. Ein weiteres Musikfestival ist das NGOM Fest, das seit 2011 im Juni durchgeführt wird und drei Tage dauert. Dort treten zahlreiche Bands und DJs aus dem Kosovo sowie aus anderen Ländern auf. Seit 2002 findet jährlich das Dokufest, ein internationales Filmfestival für Dokumentar- und Kurzfilme, statt. 2012 hatte das Festival, bei dem die Filme im Wesentlichen auf Open-Air-Leinwänden gezeigt werden, 20.000 Besucher. Das Folklore-Festival Hasi Jehon ist ein weiterer musikalischer Anlass, der im 15 Kilometer weit entfernten Dorf Gjonaj in der historischen Region Has abgehalten wird. Es treten albanische Folklore-Gruppen aus Albanien, Kosovo, Montenegro, Nordmazedonien und Serbien auf, die albanische Tänze und Volkstrachten vorstellen. Hasi Jehon findet jährlich im Mai für drei Tage seit 1976 statt.
Die türkische Gemeinde Prizrens organisiert alljährlich im Mai das traditionelle Sanatla Uyanmak-Fest, wo vor allem die türkische Kultur nicht nur aus Prizren, sondern auch aus der Türkei präsentiert wird. Begleitet wird der Anlass mit Musik, kulinarischen Spezialitäten und Volkstänzen.
Ein bei Comiczeichnern und Karikaturisten beliebtes Fest ist das Festivali i Stripit dhe Karikaturës, wo auch internationale Zeichner teilnehmen. Bei dieser alljährlich im Oktober stattfindenden Veranstaltung tauschen die Zeichner Ideen aus und stellen in der Kunstgalerie des Gazi-Mehmed-Pascha-Hamams ihre Werke vor.
In der Ortschaft Zym werden alljährlich während des Monats Oktober die „Tagungen von Gjeçovi“ (alb. Takimet e Gjeçovit) abgehalten. Die Teilnehmer gedenken in diesem literarischen, kulturellen und wissenschaftlichen Festival dem albanisch-katholischen Priester Shtjefën Gjeçovi, der für seine Bemühungen bekannt war, die albanische Kultur zu fördern.
Für viel Unterhaltung sorgt das jedes Jahr im Juni stattfindende 40 Bunar Fest, wo freiwillige Teilnehmer mit Raftingbooten auf die Bistrica gehen und Wettkämpfe veranstalten. Mit dieser etwas extremen Sportart möchten die Organisatoren die Einwohner sensibilisieren und auf deren Schonung des Flusses aufmerksam machen. Begleitet wird der Anlass oft mit Musik.
Im Mai verwandelt sich der zentrale Platz in der Altstadt (alb. Shatërvan) in einen Treffpunkt vieler Oldtimer-Fans. Die etwa 25 Teilnehmer präsentieren beim Oldtimer Fest ihre 32 Wagen, die mindestens 40 Jahre alt sind.

### Sport
Verschiedene Sportvereine sind in der Stadt aktiv. Über Fußball, Basketball, Handball, Tennis, Gymnastik, Leicht- und Schwerathletik sowie Futsal gibt es eine ganze Reihe an Sportarten, die in Prizren sehr beliebt sind. Weitere Sportclubs gibt es im Bereich Klettern, Angeln, Aeronautik, Vogelbeobachtung und Taubenzucht.
Im Kampfsport existieren Vereine für Karate, Ringen, Judo, Boxen und Bodybuilding. Weiter sind Mountainbike, Motocross, Mofa, Kart, Oldtimer und besonders Bergsteigen beliebte Freizeitaktivitäten. Prizren gilt daher, gemeinsam mit Peja, als das Zentrum des nationalen Bergsports.
Der in Prizren bekannteste Verein ist der Fußballverein KF Liria, der mit seinen Jugendmannschaften gelegentlich an internationalen Turnieren teilnimmt. Der Verein konnte bisher in seiner über 70-jährigen Geschichte erst dreimal den Pokal der Kupa e Kosovës gewinnen.

## Infrastruktur
Die Infrastruktur in der Stadt gilt als gut. Die Hauptstraßen, welche die größeren Ortschaften mit der Stadt verbinden, sind asphaltiert. Die Wasserversorgung ist in der Stadt und in nur 27 weiteren Dörfern sichergestellt. Abwassersysteme gibt es in den Dörfern nicht und die Elektrizitätsversorgung ist immer noch ein Problem, vor allem im Winter und in den Dörfern.
Westlich von Prizren bei Zhur war der Bau eines Wasserkraftwerkes geplant, welches das größte des Landes werden, über eine Kapazität von 305 Megawatt verfügen und jährlich 400 Gigawattstunden Strom produzieren sollte. Das Wasser hierfür sollte aus zu errichtenden Speicherbecken aus der Region Opoja zugeführt werden. Dieses Projekt wurde jedoch aus Gründen der geringen Wirtschaftlichkeit verworfen.

### Gesundheitswesen
Das regionale Krankenhaus in Prizren bietet Dienste für etwa 250.000 Personen. Es hat 778 Angestellte, 155 Ärzte inbegriffen, und ist mit einer Notaufnahme und einer Intensivstation ergänzt. Weiters gibt es 40 Gesundheitszentren überall in der Gemeinde verteilt. In ihnen sind 475 Personen beschäftigt.

### Bildung

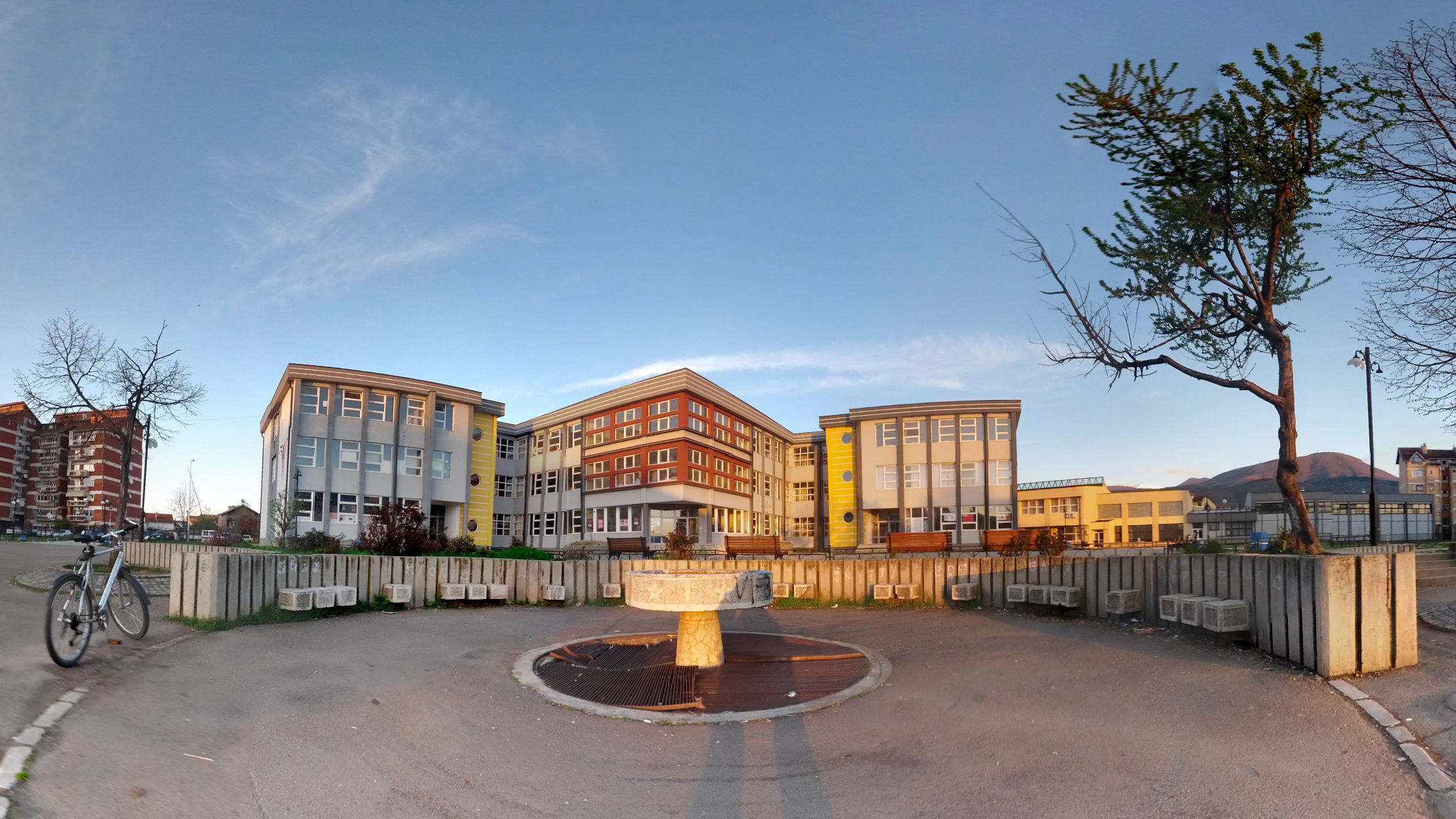
Grundschule „Abdyl Frashëri“

Prizren ist der Sitz der pädagogischen Fakultät der Universität Pristina sowie von zwei als Universität Prizren bezeichneten Hochschulen.
In der Gemeinde gibt es 48 Grundschulen mit 29.879 Schülern und 1565 Lehrern (2011/2012), sechs Sekundarschulen mit 9397 Studenten und 504 Lehrern. Die (nicht obligatorischen) Kindergärten sind privat organisiert.

### Verkehr

#### Straßen
Die Europastraße 851 von Pristina nach Shkodra in Albanien verläuft durch Prizren. Weitere wichtige Straßenverbindungen gibt es nach Gjakova sowie Kaçanik.
Im November 2011 wurde die Autostrada R 7 dem Verkehr übergeben. Sie startet im Süden bei Vërmica und führt nördlich an Prizren vorbei nach Pristina bis Truda. Der Bau einer Autobahn von Prizren nach Tetovo in Nordmazedonien ist in Planung.
Die Verlängerung der Autostrada R 7 im Westen ist die Autostrada A1. Sie führt sei 2010 vom Grenzübergang Morina/Vërmica als vierspurige Autobahn über Kukës und durch die Region Mirdita bis zu den Zentren an der albanischen Küste. Damit verringert sich die Fahrtdauer von Kosovo nach Tirana um mehrere Stunden.

#### Eisenbahn
Eine Eisenbahn-Stichstrecke von Klina ist stillgelegt.

## Persönlichkeiten
- Ymer Prizreni (1820–1887), Politiker
- Radivoje Glavić (1921–2011), Politiker und Jurist, Bürgermeister von Prizren
- Jordan Nikolić (1933–2016), Musiker
- Leze Qena (1935–2020), eine der bekanntesten kosovarischen Schauspielerinnen
- Anton Pashku (1937–1995), Schriftsteller und Verlagslektor
- Budim Berisha (1943–2013), Maler
- Gazmend Freitag (* 1968), Maler in Linz, Österreich
- Anđelko Karaferić (1944–2013), Musiker und Professor
- Nenad Stojković (* 1956), Fußballspieler
- Edita Tahiri (* 1956), Politikerin
- Edmond Tomić (* 1956), Fußballspieler
- Kujtim Shala (* 1964), Fußballspieler
- Ivica Dačić (* 1966), Politiker
- Behar Heinemann (* 1969), Schriftstellerin und Künstlerin
- Mytaher Haskuka (* 1973), Politiker, Bürgermeister von Prizren
- Krist Shtufi (* 1974), Philosoph
- Arjan Beqaj (* 1976), Fußballspieler
- Samir Karahoda (* 1977), Drehbuchautor, Filmregisseur und Kameramann
- Ivan Cvetković (* 1981), Fußballspieler
- Colos (* 1981), Rapper in Deutschland
- Ylfete Fanaj (* 1982), Politikerin in der Schweiz
- Meral Kureyshi (* 1983), Schriftstellerin
- Shqipran Skeraj (* 1985), Fußballspieler
- Almen Abdi (* 1986), Fußballspieler
- Drilon Shala (* 1987), Fußballspieler
- Edis Tatli (* 1987), Boxer
- Anel Raskaj (* 1989), Fußballspieler
- Dejan Musli (* 1991), Basketballspieler
- Leon Machère (* 1992), Unterhaltungskünstler
- Ndriqim Halili (* 1993), Fußballspieler
- Vedat Muriqi (* 1994), Fußballspieler
- Enis Gavazaj (* 1995), Fußballspieler
- Bersant Celina (* 1996), Fußballspieler
- David Domgjoni (* 1997), Fußballspieler